# 华阳故城
华阳故城位于河南省郑州市新郑市郭店镇华阳寨村，为东周时期的城市遗址，于1986年11月21日被河南省人民政府公布为河南省第二批文物保护单位，2013年3月被国务院核定公布为第七批全国重点文物保护单位。

## 历史
华阳城在西周时期曾为古华国都城。西周末年，华国为郑国所灭，华阳成为郑国的一个城邑。战国时期，韩国灭郑国，华阳归属于韩国。公元前273年，赵国、魏国联合进攻华阳，韩国求助于秦国，魏冉率军于华阳击败赵魏联军。秦灭六国后堕城毁门。隋朝时期伊斯兰教徒入住城内，唐以后对城墙进行整修，局部增高并增加马面设施。宋朝时期，柴荣的庆陵位于华阳城西，相传柴荣之女柴郡主每年前来祭奠父亲，都在此城内卸下配饰及凤冠，换上素服前往，华阳城因此也得名卸花城。

## 现状
华阳故城平面呈南北长方形，周长约2300米，面积36万平方米。北墙长约540米，墙基宽30-40米，高10-14米，现存墙体为三阶梯状，最上处宽1-3米。北墙东西两端和墙中间外侧各凸一马面，北墙外有护城河，宽8-10米，虽已淤积，但仍明显低于北侧地面。东墙总长670米，其中有长约120米的城墙向内折40米。东墙高2-4米，墙基宽约30米，中间有一马面。南墙全长约502米，被华阳寨村民宅占压，仅存墙基。西墙长763米，其中有长约250米的城墙向内折50米。西墙高9米，墙基宽30-40米，北段有一马面。西墙外隐约可见护城河。

## 考古发现
在城内平整土地时曾发现建筑台基、灰坑、水井等遗存。城内外曾不断出土战国时期的陶器和铜镞等物。在西城墙的缺口处曾发现很多人骨，疑为古代战死者的遗骸。
　　